# Coicova, Stînga Nistrului
Coicova este un sat din cadrul comunei Doibani I din Unitățile Administrativ-Teritoriale din Stînga Nistrului, Republica Moldova. În anul 2004 satul avea 601 de locuitori, din care 360 ucraineni, 125 moldoveni și 81 ruși.